# كاثرين كيوزاك
كاثرين كيوزاك (بالإنجليزية: Catherine Cusack)‏ هي ممثلة بريطانية، ولدت في 21 ديسمبر 1968 في لندن في المملكة المتحدة.

## وصلات خارجية
- كاثرين كيوزاك على موقع IMDb (الإنجليزية)
- كاثرين كيوزاك على موقع قاعدة بيانات الفيلم (الإنجليزية)